# Маринићи (Фојница)
Маринићи је насељено место у Босни и Херцеговини у општини Фојница. Административно припада Федерацији Босне и Херцеговине, односно њеном Средњобосанском кантону. Према попису становништва из 2013. у насељу је било 63 становника, а већинску популацију чинили су Бошњаци.

## Становништво
По последњем службеном попису становништва из 2013. године у овом насељу живело је 63 становника, а село је било етнички хомогено са већинском бошњачком популацијом.
| Националност | 2013. | 1991.       | 1981.        | 1971.       |
| Бошњаци      | —     | 48 (100,0%) | 100 (99,01%) | 94 (98,95%) |
| Хрвати       | —     | 0           | 1 (0,99%)    | 1 (1,05%)   |
| Укупно       | 63    | 48          | 101          | 95          |